# Forcipomyia matautuensis
Forcipomyia matautuensis är en tvåvingeart som beskrevs av Clastrier och Delecolle 1996. Forcipomyia matautuensis ingår i släktet Forcipomyia och familjen svidknott. Inga underarter finns listade i Catalogue of Life.